# Expo 2068
"Expo 2068" is de 25e aflevering van de televisieserie Captain Scarlet and the Mysterons, een sciencefictionserie waarin gebruikgemaakt wordt van de poppenspeltechniek supermarionation. De aflevering werd voor het eerst uitgezonden op ATV Midlands in Engeland op 26 maart 1968. Qua productievolgorde was het echter de 23e aflevering.

## Verhaal
Een stabiele kernreactor wordt klaargemaakt om 's nachts te worden verscheept naar het Manicougan Power Comples in de Verenigde Staten. Bij de inlaadplaats zwaait Dr. Sommers, het hoofd van het project, de chauffeur uit wanneer deze vertrekt met een truck waar de reactor in zit. Ondertussen verwisselt Captain Black een omleidingsbord. De chauffeur beseft te laat dat hij een onveilige weg is opgereden en de truck stort van een kapotte brug. De chauffeur overleeft het ongeluk niet, en wordt gereconstrueerd door de Mysteronringen.
Via een radiobericht laten de Mysterons weten dat ze de Oostkust van Noord-Amerika zullen verwoesten. In Cloudbase beveelt Colonel White Lieutenant Green om de Angels te lanceren en uit te kijken voor mogelijke doelwitten waar de Mysterons kunnen toeslaan. Green ontdekt het transport van de kernreactor, en Colonel White belt Dr. Sommers. Sommers is ervan overtuigd dat alles goed gaat omdat de reactor is geneutraliseerd en de vrachtwagen al veilig langs twee controlepunten is gekomen. Desondanks stuurt White Captain Scarlet en Captain Blue om de truck te onderzoeken.
De twee Spectrumofficieren volgen de truck over snelweg 83 in een SPV, zich niet bewust dat de Mysteronagent de weg heeft verlaten en een bos is ingereden. Ondertussen houdt op de bouwplaats van Expo 2068, een futuristisch gebouwproject, Captain Black de operator van een vrachthelikopter met afstandsbediening onder schot. Hij beveelt de man om een van de helikopters van Seneca Company te programmeren zodat deze Blacks bevelen opvolgt.
De chauffeur stopt bij een open plek en de Seneca-helikopter arriveert. Op Blacks bevel verwijdert de Mysteronagent het veiligheidsventiel van de reactors en plaatst de kernreactor in het vrachtkrat van de helikopter. Een houthakker die komt kijken wat er allemaal gaande is wordt door de agent neergeschoten.
Scarlet en Blue hebben de truck nog altijd niet gevonden. White vertelt hun dat de truck niet bij het derde controlepunt is aangekomen en vermoedt dat de chauffeur de snelweg heeft verlaten. De Spectrumofficieren keren om en vinden de open plek in het bos. Ze vinden de gewonde houthakker, maar begrijpen niet wat hij bedoelt met "Seneca". Scarlet vindt ook het ventiel van de reactor, en belt White voor details.
Vliegend over Manicougan ontdekt Destiny Angel de truck. Scarlet en Blue onderscheppen de truck met hun SPV. In een wanhopige poging aan Spectrum te ontsnappen ziet de chauffeur niet een bocht in de weg. Hij crasht en is op slag dood. Scarlet en Blue doorzoeken de truck, maar ontdekken dat de reactor verdwenen is.
Dr. Sommers vertelt Cloudbase dat de nucleaire reactor  zonder het veiligheidsventiel oververhit zal raken en zal ontploffen als de temperatuur de 200 graden bereikt. Wanneer White hun vertelt dat er zich in het gebied alleen Seneca-helikopters van de Expo 2068 bevinden, herkent Scarlet de naam en beseft dat een van de helikopters de reactor heeft.
Terwijl de reactor steeds heter wordt, dwingt Black de operator om de helikopter te positioneren boven de Expotoren. Scarlet en Blue haasten zich naar de toren, waar Scarlet een jetpack aantrekt en naar de helikopter vliegt. Black merkt hem op en dwingt de operator de helikopter neer te laten storten. Wanneer deze protesteert schiet Black hem neer en de afstandsbediening ontbrandt, wat de helikopter onbestuurbaar maakt.
Scarlet vindt het vrachtkrat en activeert op Sommers' advies het koelelement. Dit werkt niet en Sommers begint een lijst van externe circuits op te noemen die moeten worden losgekoppeld om een explosie te voorkomen. Scarlet slaagt hierin en het gevaar voor een nucleaire explosie is geweken. Maar hij kan de helikopter niet meer verlaten voordat deze neerstort.
Blue vertrekt weer naar Cloudbase, in een medische helikopter waar ook Scarlets lichaam in wordt vervoerd.

## Rolverdeling

### Reguliere stemacteurs
- Captain Scarlet — Francis Matthews
- Captain Blue — Ed Bishop
- Colonel White — Donald Gray
- Lieutenant Green — Cy Grant
- Destiny Angel — Liz Morgan
- Captain Black / Stem van de Mysterons — Donald Gray

### Gastrollen
- Dr. Sommers — Jeremy Wilkin
- Raynor — Martin King
- Chauffeur — Gary Files
- Kapitein — Martin King
- Houthakker — Gary Files
- Operator — Martin King

## Trivia
- In een uit het script verwijderde zin zouden de Mysterons bekendmaken "de prestigieuze wereld een zware klap uit te delen". Dit zou slaan op het feit dat ze het op Expo 2068 hadden voorzien.
- Transporter 43 is een hergebruikt model uit de aflevering Big Ben Strikes Again.